# Zaireichthys flavomaculatus
Zaireichthys flavomaculatus és una espècie de peix de la família dels amfílids i de l'ordre dels siluriformes.

## Morfologia
- Els mascles poden assolir 3,9 cm de longitud total.[1][2]

## Hàbitat
És un peix d'aigua dolça i de clima tropical.

## Distribució geogràfica
Es troba a Àfrica: conca del riu Congo.